# عودة عصويد (مسلسل)
عودة عصويد مسلسل سعودي كوميدي درامي انتج عام 1985  وهو من إخراج عدنان إبراهيم وتأليف محمد الطويان.
وهو من إنتاج شركة آرا للإنتاج الفني، شارك فيه نخبة من الممثلين السعوديين والسوريون، وصُوّر العمل بمشاركة فنيين ومختصين من سوريا.

## ملخص القصة
يتحدث المسلسل عن قبيلة بدوية ويبدأ المسلسل بشيخها (أبو عصويد) وهو طريح الفراش وقريب جداً من الموت ثم يلزمه ابن عمه (عفات - أبو جندل) طمعاً في الذهب الذي دفنه (أبو عصويد) بعدما سمع أبوعصويد وهو يردد كلمة «الذهب الذهب» ثم يشاع وينتشر أمر الذهب بين افراد القبيلة بعدما استرق السمع ابنه جندل وراح يخبر (أم جريوه) زوجة أخ أبو عصويد وعدد من أفراد القبيلة، ويحضر عصويد إلي مضارب القبيلة ومايلبث ان يهرب من المضارب بعدما ظن انه قتل ابن عمه (جندل) بالخطاء ويلحق بعصويد لافي و(...)...

### بطولة
| - منى واصف - محمد العلي (عفات، أبو جندل) - محمد الطويان (عصويد، أبو عصويد) - راشد الشمراني (جندل) - خالد سامي - ناصر القصبي | - عبد الله السدحان - أمانه والي - سلوى نور الدين - خالد السالم - محمد الكنهل - ندا |

### ضيوف الشرف
- مها المصري
- نادين

### بالأشتراك مع
- أدهم الملا
- علي التلاوي

### كومبارس
- أيمن زيدان
- حسن دكاك

### ضيوف الحلقات
- عبد الرحمن الخريجي
- عبد العزيز المبدل
- عبد الرحمن الخطيب

## فريق العمل

### مساعدا الأخراج
- رشاد كوكش
- خالد سامي

### المخرجان المساعدان
- نذير عواد
- عامر الحمود

### إخراج
- عدنان إبراهيم

## وصلات خارجية
- لمتابعة المسلسل على «قوقل فيديو»